# Immunglobulin E

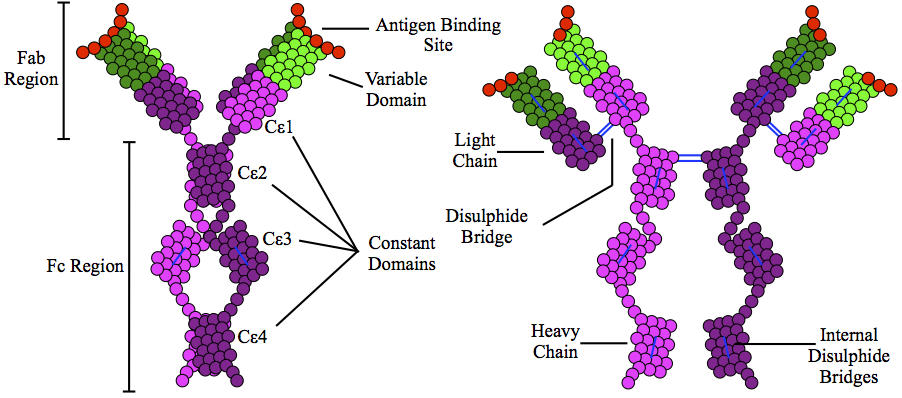
IgE:s struktur.

Immunglobulin E (IgE) är en klass av antikroppar som tillhör det specifika immunförsvaret. IgE produceras av plasmaceller. IgE kan binda till receptorer på mastceller och basofila granulocyter och därvid framkalla kraftiga inflammatoriska och allergiska reaktioner då en IgE-antikropp möter sitt motsvarande antigen. IgE spelar en viktig roll i immunförsvaret mot parasiter såsom helminter. Atopi kallas den ärftliga benägenheten att bilda IgE-antikroppar mot naturligt förekommande antigener i vår omgivning.

## Struktur
Liksom övriga immunglobuliner (antikroppar) är IgE uppbyggd av två lätta och två tunga proteinkedjor. Den tunga kedjan i IgE betecknas ε-kedjan och jämfört med de tunga kedjorna i IgG, IgA och IgD innehåller ε-kedjan en extra domän som ersätter den rörliga s.k. gångjärnsdelen i de andra kedjorna.

## Förekomst av IgE i blodserum
Koncentrationen av IgE i serum är extremt låg jämfört med andra immunglobulinklasser. IgE står för mindre än 1 % av den totala mängden immunogloubliner i serum.
Förhöjd koncentration av IgE i serum är vanligt vid allergiska sjukdomar, som allergisk rinokonjunktivit, allergisk astma, atopiskt eksem och nässelutslag. Förhöjda värden ses även hos rökare samt hos patienter med virusinfektioner samt hos patienter med parasitsjukdomar och vid vissa immunbristsjukdomar och vid hyper-IgE-syndrom.

## Användning av IgE-bestämning i sjukvården
Den första kommersiellt tillgängliga metoden för att påvisa allergenspecifika IgE-antikroppar kallades radio-allergo-sorbent-test, förkortat RAST. Fortfarande använder många beteckningen RAST när de menar bestämning av IgE-antikroppar, trots att det nu är andra metoder som används. Metoderna används vid allergidiagnostik.
Resultatet av testet anges som antikroppskoncentration, till exempel kU/l. En internationell enhet (international unit, förkortat: IU eller U) motsvarar 2,4 nanogram IgE antikropp. I sjukvården används emellertid oftast en semikvantitativ skala med sex IgE-klasser.
IgE-antikroppsmätning ger liksom hudtester såväl falskt negativa som falskt positiva testresultat. Man kan därför i det enskilda fallet inte säkert dra slutsatsen från ett testresultat att allergenet i fråga verkligen utlöser besvär hos patienten. Det finns dock ett samband mellan nivå av allergenspecifikt IgE och sannolikheten för kliniskt relevant allergi. Ju högre halten är av IgE-antikroppar, desto större är sannolikheten för en kliniskt relevant allergi mot allergenet ifråga.
Särskilt stor är risken för falskt positiva testresultat om man testar mot födoämnesallergen som är inblandade i korsreaktioner.

## Historik
De första fallen av pollenutlöst hösnuva rapporterades på 1800-talet men inte förrän hundra år senare upptäcktes sambandet mellan allergiska symtom och en serumfaktor, som länge kallades "reagin". Två tyska vetenskapsmän, Carl Prausnitz och Heinz Küstner visade 1921 att när serum från allergiska patienter injicerades på icke-allergiska individer, så fick dessa en lokal reaktion mot det allergen som givaren var allergisk mot.
Åren 1966–1967 upptäcktes IgE av två olika forskargrupper, oberoende av varandra. En forskargrupp ledd av japanske Kimishige Ishizaka i Denver, Colorado, identifierade "reaginet" och kunde konstatera att det inte hörde till någon av de då kända immunglobulinklasserna. Samtidigt med Ishizaka upptäckte Uppsalaforskarna S.G.O. Johansson och Hans Bennich ett myelomprotein med egenskaper som liknande reaginets. Inte heller detta protein kunde hänföras till någon av de kända immunglobulinklasserna. Uppsalaforskarna kunde med en känslig metod påvisa att patienter med allergisk astma hade förhöjda koncentrationer av detta nya immunglobulin jämfört med friska. De utvecklade tillsammans med Leif Wide en laboratoriemetod som kunde upptäcka antikroppar från det nya immunglobulinet mot allergen: radio-allergo-sorbent-test (RAST).
År 1968 fastställdes beteckningen IgE, som utgjorde en ny immunglobulinklass, för det som tidigare kallats "reagin". År 1969 publicerade makarna Ishizaka tillsammans med Johansson och Bennich en gemensam publikation om IgE.